# Tadeusz Przeciszewski

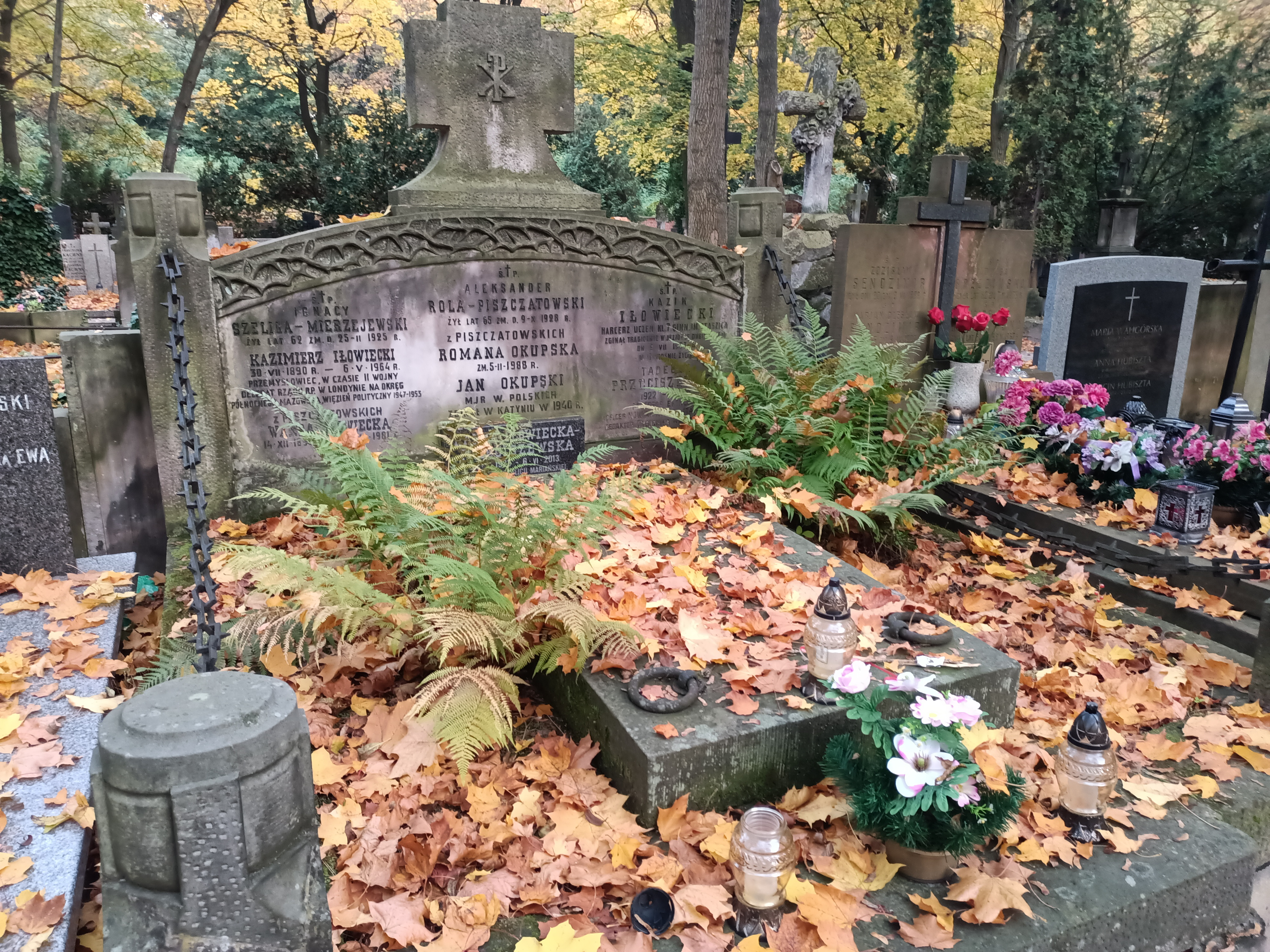
Grób Tadeusza Przecieszewskiego na Cmentarzu Powązkowskim w Warszawie

Tadeusz Przeciszewski (ur. 2 marca 1922 w Sierpcu, zm. 6 grudnia 2000 w Warszawie) – polski ekonomista, działacz społeczny, publicysta, więzień polityczny w latach 1948–1953.

## Życiorys

### Do 1944
Był synem Władysława i Salomei z d. Jachimczak, od 1929 mieszkał z rodzicami w Warszawie, gdzie jego ojciec został pracownikiem Tramwajów Miejskich (pracował jako konduktor) i działaczem Chrześcijańskiego Związku Zawodowego Pracowników Tramwajów i Autobusów Miejskich. Był uczniem I Gimnazjum i Liceum im. gen. Józefa Sowińskiego, w którym należał do Sodalicji Mariańskiej. We wrześniu 1939 został zmobilizowany z przydziałem do 1 kompanii zapasowej 21 pułku piechoty. Dostał się do niewoli sowieckiej, z której uciekł i w październiku 1939 powrócił do Warszawy. Tam kontynuował naukę na tajnych kompletach (maturę uzyskał w czerwcu 1940) i uczestniczył w działaniach Sodalicji Mariańskiej Akademików.
Od lutego 1940 działał w konspiracji, należał początkowo do Młodzieży Wielkiej Polski, uczestniczył w tajnych prelekcjach na tematy polityczne, w 1941 został kierownikiem zespołu prelegenckiego zarządu powiatowego „Wola”. Od jesieni 1941 był członkiem Okręgu Stołecznego Stronnictwa Narodowego, działał w Wydziale Wychowania (Propagandy), od 1942 w Biurze OS SN, od końca 1942 kierował działem organizacyjnym Wydziału. Ukończył podziemny kurs dziennikarski, był autorem wielu opracowań, m.in. Kwestia żydowska i masoneria w Polsce, Liberalizm, socjalizm, komunizm, Teoria i technika propagandy (współautorem tej ostatniej broszury był Janusz Goryczkowski), uczestniczył w pracach Działu Młodzieży, Koła Polityki Zagranicznej i Centralnego Kierownictwa Młodzieży (którym kierował od 1943), zajmującego się przygotowaniem materiałów szkoleniowych. Wiosną 1942 został sekretarzem redakcji pisma Warszawski Dziennik, wydawanego następnie jako Warszawski Dziennik Narodowy, a od stycznia 1943 jako Warszawski Głos Narodowy (odszedł z redakcji wiosną 1943), w marcu 1942 wszedł także w skład redakcji miesięcznika Młoda Polska.
Od 1942 uczył się w Miejskiej Szkole Handlowej w Warszawie, a także na tajnym Wydziale Prawa Uniwersytetu Warszawskiego. W 1944 ukończył także Szkołę Podchorążych Rezerwy Piechoty w stopniu kaprala podchorążego.
W czasie powstania warszawskiego znalazł się na Pradze w szeregach Obwodu Praga Armii Krajowej – jego oddział nie wziął udziału w walkach.

### Lata 1945–1953
Po wkroczeniu wojsk sowieckich pracował Wydziale Opieki Społecznej Warszawskiego Urzędu Wojewódzkiego z siedzibą w Otwocku. W styczniu 1945 zapisał się na studia na Katolickim Uniwersytecie Lubelskim i podjął pracę w Ministerstwie Pracy i Opieki Społecznej. W marcu 1945 został zatrzymany przez NKWD, przebywał w obozie w Rembertowie, następnie w łagpunkcie Kaszaj na Uralu. W sierpniu 1945 powrócił do Warszawy. Od października 1945 do stycznia 1947 pracował w Instytucie Gospodarstwa Narodowego Centralnego Urzędu Planowania. Powrócił także na studia, w grudniu 1945 otrzymał stopień magistra nauk społeczno-ekonomicznych na Katolickim Uniwersytecie Lubelskim. W lipcu 1946 ukończył także studia w Szkole Głównej Handlowej i w sierpniu tego roku podjął pracę w Katedrze Ekonomii Politycznej Wydziału Prawa Uniwersytetu Warszawskiego. Po zwolnieniu się z IGN, pracę na UW łączył z pracą w Katedrze Skarbowości SGH. W lipcu 1948 obronił na UW pracę doktorską Teoria konkurencji monopolistycznej a ogólna teoria J.M. Keynesa napisaną pod kierunkiem Stefana Zaleskiego.
Od 1945 był aktywnym członkiem warszawskiej Sodalicji Mariańskiej, we wrześniu 1946 wziął udział w ogólnopolskim zjeździe Sodalicji, gdzie wybrano go skarbnikiem nowo powołanego Krajowego Związku Sodalicji Akademickich. Pełnił tę funkcję do września 1947. Jesienią 1946 odrzucił możliwość powrotu do pracy konspiracyjnej w ramach Stronnictwa Narodowego, uważając ją za nierealną w ówczesnych warunkach politycznych. Od grudnia 1946 był członkiem redakcji dodatku do Tygodnika Warszawskiego, pt. Kolumna Młodych, gdzie publikował pod pseudonimem T. Kietlicz, wziął wówczas udział w polemice ze Stanisławem Stommą, broniąc tzw. maksymalizmu społecznego katolików w życiu publicznym. W kolejnych miesiącach pesymistycznie zapatrywał się na możliwość działalności politycznej, preferując działalność religijna w ramach Sodalicji Mariańskiej i ostatecznie w 1948 odszedł z redakcji. W listopadzie 1948 został aresztowany razem z Wiesławem Chrzanowskim i Andrzejem Kozaneckim, w styczniu 1950 skazany na karę 6 lat pozbawienia wolności (przewodniczącym składu sędziowskiego, który wydał wyrok skazujący był Władysław Litmanowicz, członkiem składu sądu II instancji, który wyrok I instancji utrzymał był Roman Kryże). Przebywał następnie w zakładach karnych w Rawiczu i od grudnia 1951 w Strzelcach Opolskich. Zwolniono go w grudniu 1953 na mocy amnestii.

### Lata 1953–1964
Po zwolnieniu pracował dorywczo, współpracując z Katedrą Polityki Inwestycyjnej SGPiS. W czerwcu 1956 został zatrudniony w Instytucie Budownictwa Mieszkaniowego, od marca 1957 równocześnie na Wydziale Ekonomicznej UW, jesienią 1957 otrzymał stanowisko adiunkta w Katedrze Polityki Ekonomicznej UW. W 1963 uzyskał stopień doktora habilitowanego na podstawie pracy Wydatki i preferencje mieszkaniowe ludności na tle polityki gospodarczej państwa (opublikowanej w 1969). W 1958 należał do założycieli pisma Więź.

### Lata 1964–2000
W 1964 przeniósł się na Uniwersytet Marii Curie-Skłodowskiej w Lublinie, gdzie otrzymał stanowisko docenta (niemożliwe z przyczyn politycznych w Warszawie) na Wydziale Ekonomicznym, od lipca 1965 do przejścia na emeryturę w 1992 kierował tam Zakładem Planowania i Polityki Gospodarczej, od lat 70 XX w. działającym pod nazwą Zakład Planowania Społecznego, Gospodarczego i Przestrzennego. W 1972 otrzymał tytuł profesora nadzwyczajnego, a w 1982 tytuł profesora zwyczajnego.
W latach 1971–1989 był członkiem Stronnictwa Demokratycznego, m.in. w latach 70 XX w. kierował Uczelnianym Komitetem SD UMCS, a od połowy 1990 przewodniczącym Rady Programowej Chrześcijańsko-Demokratycznego Stronnictwa Pracy.
Zmarł 6 grudnia 2000 w Warszawie. Został pochowany na cmentarzu Powązkowskim w Warszawie (kwatera 198-2-24/25).

## Życie prywatne
Od 1954 był żonaty z Hanną Iłowiecką, z którą miał dwoje dzieci, Pawła i Marcina. 

## Ordery i odznaczenia
Był odznaczony Krzyżem Kawalerskim, Krzyżem Oficerskim i pośmiertnie Krzyżem Komandorskim z Gwiazdą Orderu Odrodzenia Polski.